# Miles Marshall Lewis
Miles Marshall Lewis (né le 18 décembre 1970) est critique de la pop culture afro-américaine, essayiste, éditeur littéraire, auteur de fiction et journaliste de musique. Diplômé du prestigieux Morehouse College, université destinée à former les élites noires américaines, promotion 1993.
Lewis est né dans le Bronx, New York, au commencement de la culture hip-hop au début des années 1970. Il a fui les États-Unis pour Paris en 2004 par réaction à la guerre en Iraq (2003-2006). Son premier livre, un essai, Scars of the Soul Are Why Kids Wear Bandages When They Don’t Have Bruises - décrit comme « un descriptif des rites de passage sophistiqués des B-boys » – a fait de Lewis un critique la culture américaine dans un style directement inspiré de Joan Didion, mêlant des réflexions personnelles à une analyse sociale et de l’humour.
Le deuxième livre de Lewis, There’s a Riot Goin' On (2006), traite de la conception du riche et original album du même nom de Sly and the Family Stone et de la fin de la contre-culture des années 1960. Actuellement Lewis travail à l’écriture d’un mémoire qui pourrait s’intituler L'Album Noir, nous renseignant sur ses années d’exil à Paris durant les dernières années de pouvoirs de l’administration de George W. Bush, fondant une famille franco-américaine et forgeant une identité postmoderne en suivant les traces d’expatriés américains. Lewis est le fondateur et éditeur du journal littéraire Bronx Biannual.
Lewis et sa femme française Christine Herelle-Lewis vivent ensemble en France et élèvent leur fils Lucas Morrison Lewis (né le 23 septembre 2005 à Paris).